# 大坪侗族土家族苗族乡
大坪侗族土家族苗族乡是中华人民共和国贵州省铜仁市万山区下辖的一个民族乡。
2011年10月22日，国务院批复同意撤销铜仁地区，设立地级铜仁市，将原县级铜仁市的大坪乡划归新设置的万山区管辖。

## 行政区划
大坪侗族土家族苗族乡下辖以下村级行政区划单位：
大坪村、苏湾村、地慢村、白果村、大冲村、柴山村、清塘村、瓮岩村、龙门坳村和川硐村。